# Élections municipales de 2013 dans Memphrémagog
 (signalé en août 2025).
Si vous disposez d'ouvrages ou d'articles de référence ou si vous connaissez des sites web de qualité traitant du thème abordé ici, merci de compléter l'article en donnant les références utiles à sa vérifiabilité et en les liant à la section « Notes et références ».
- Archive Wikiwix
- Bing
- Cairn
- DuckDuckGo
- E. Universalis
- Gallica
- Google
- G. Books
- G. News
- G. Scholar
- Persée
- Qwant
- (zh) Baidu
- (ru) Yandex
- (wd) trouver des œuvres sur Wikidata

Pour un article plus général, voir Élections municipales de 2013 en Estrie.
Cet article concerne les élections municipales de 2013 en Estrie dans la municipalité régionale de comté de Memphrémagog.

## Austin
| Candidats pour la mairie  | Vote            | %               |
| ------------------------- | --------------- | --------------- |
| Lisette Maillé (Sortante) | Sans opposition | Sans opposition |

| Candidats conseiller #1 | Vote | %     |
| ----------------------- | ---- | ----- |
| Victor Dingman          | 388  | 51,80 |
| René Fortin             | 361  | 48,20 |

| Candidats conseiller #2    | Vote            | %               |
| -------------------------- | --------------- | --------------- |
| André G. Carrier (Sortant) | Sans opposition | Sans opposition |

| Candidats conseiller #3    | Vote            | %               |
| -------------------------- | --------------- | --------------- |
| Jean-Claude Duff (Sortant) | Sans opposition | Sans opposition |

| Candidats conseiller #4 | Vote | %     |
| ----------------------- | ---- | ----- |
| Marc D. Gagnon          | 426  | 56,13 |
| Paul-Émile Guilbault    | 333  | 43,87 |

| Candidats conseiller #5 | Vote            | %               |
| ----------------------- | --------------- | --------------- |
| Jean Ranger             | Sans opposition | Sans opposition |

| Candidats conseiller #6 | Vote            | %               |
| ----------------------- | --------------- | --------------- |
| Robert Benoit (Sortant) | Sans opposition | Sans opposition |

## Ayer's Cliff
| Candidats pour la mairie  | Vote            | %               |
| ------------------------- | --------------- | --------------- |
| Alec Van Zuiden (Sortant) | Sans opposition | Sans opposition |

| Candidats conseiller #1  | Vote            | %               |
| ------------------------ | --------------- | --------------- |
| Patrick Proulx (Sortant) | Sans opposition | Sans opposition |

| Candidats conseiller #2 | Vote | %     |
| ----------------------- | ---- | ----- |
| Robert Lacoste          | 179  | 72,18 |
| Paul Britton            | 69   | 27,82 |

| Candidats conseiller #3 | Vote            | %               |
| ----------------------- | --------------- | --------------- |
| Peter McHarg (Sortant)  | Sans opposition | Sans opposition |

| Candidats conseiller #4 | Vote            | %               |
| ----------------------- | --------------- | --------------- |
| Christian Savoie        | Sans opposition | Sans opposition |

| Candidats conseiller #5 | Vote            | %               |
| ----------------------- | --------------- | --------------- |
| John Batrie (Sortant)   | Sans opposition | Sans opposition |

| Candidats conseiller #6    | Vote            | %               |
| -------------------------- | --------------- | --------------- |
| France Coulombe (Sortante) | Sans opposition | Sans opposition |

## Bolton-Est
| Candidats pour la mairie | Vote            | %               |
| ------------------------ | --------------- | --------------- |
| Joan Westland            | Sans opposition | Sans opposition |

| Candidats conseiller #1 | Vote            | %               |
| ----------------------- | --------------- | --------------- |
| Pierre Grenier          | Sans opposition | Sans opposition |

| Candidats conseiller #2 | Vote            | %               |
| ----------------------- | --------------- | --------------- |
| Pierre Piché (Sortant)  | Sans opposition | Sans opposition |

| Candidats conseiller #3 | Vote | %     |
| ----------------------- | ---- | ----- |
| Guy Carriere            | 166  | 46,76 |
| Norman Turnbull         | 164  | 46,20 |
| Terry Martel            | 25   | 7,04  |

| Candidats conseiller #4 | Vote | %     |
| ----------------------- | ---- | ----- |
| Rudy Giordano (Sortant) | 267  | 74,37 |
| Laurier Blouin          | 92   | 25,63 |

| Candidats conseiller #5     | Vote | %     |
| --------------------------- | ---- | ----- |
| Julie Paige                 | 181  | 49,73 |
| Daniel Lechasseur (Sortant) | 135  | 37,09 |
| Howard Kates                | 48   | 13,19 |

| Candidats conseiller #6   | Vote            | %               |
| ------------------------- | --------------- | --------------- |
| Ginette Breton (Sortante) | Sans opposition | Sans opposition |

## Eastman
| Candidats pour la mairie       | Vote | %     |
| ------------------------------ | ---- | ----- |
| Yvon Laramée                   | 630  | 53,07 |
| Gérard Marinovich (Sortant)    | 557  | 46,93 |
| Taux de participation : 68,9 % |      |       |

| Candidats conseiller #1  | Vote | %     |
| ------------------------ | ---- | ----- |
| Maurice Séguin (Sortant) | 584  | 51,59 |
| Pierre Riverin           | 547  | 48,67 |

| Candidats conseiller #2       | Vote | %     |
| ----------------------------- | ---- | ----- |
| Jean-Maurice Fortin (Sortant) | 759  | 68,01 |
| Sylvain Boisclair             | 357  | 31,99 |

| Candidats conseiller #3     | Vote            | %               |
| --------------------------- | --------------- | --------------- |
| Nathalie Lemaire (Sortante) | Sans opposition | Sans opposition |

| Candidats conseiller #4    | Vote | %     |
| -------------------------- | ---- | ----- |
| Michel Fréchette (Sortant) | 664  | 59,02 |
| Jacques Favreau            | 461  | 40,98 |

| Candidats conseiller #5    | Vote | %     |
| -------------------------- | ---- | ----- |
| Patrick McDonald (Sortant) | 622  | 55,29 |
| Richard Normand            | 503  | 44,71 |

| Candidats conseiller #6 | Vote | %     |
| ----------------------- | ---- | ----- |
| Philippe-Denis Richard  | 845  | 75,51 |
| Antonio Barbieri        | 274  | 24,49 |

## Hatley (municipalité de canton)
| Partis | Partis      | Candidats pour la mairie | Vote            | %               |
| ------ | ----------- | ------------------------ | --------------- | --------------- |
|        | Indépendant | Martin Primeau           | Sans opposition | Sans opposition |

| Partis | Partis       | Candidats conseiller #1 | Vote | %     |
| ------ | ------------ | ----------------------- | ---- | ----- |
|        | Indépendant  | Patrick Clowery         | 522  | 60,56 |
|        | Indépendante | Mia Pascale             | 340  | 39,44 |

| Partis | Partis            | Candidats conseiller #2    | Vote | %     |
| ------ | ----------------- | -------------------------- | ---- | ----- |
|        | Indépendant       | Vincent Fontaine (Sortant) | 592  | 68,44 |
|        | La Voix citoyenne | Pascal Choinière           | 273  | 31,56 |

| Partis | Partis            | Candidats conseiller #3 | Vote | %     |
| ------ | ----------------- | ----------------------- | ---- | ----- |
|        | Indépendant       | Jacques Bogenez         | 554  | 63,68 |
|        | La Voix citoyenne | Jean-Pierre Lemonnier   | 316  | 36,32 |

| Partis | Partis            | Candidats conseiller #4      | Vote | %     |
| ------ | ----------------- | ---------------------------- | ---- | ----- |
|        | Indépendant       | Claude B. Meilleur (Sortant) | 509  | 58,71 |
|        | La Voix citoyenne | Cynthia Dion Daigneault      | 358  | 41,29 |

| Partis | Partis            | Candidats conseiller #5 | Vote  | %     |
| ------ | ----------------- | ----------------------- | ----- | ----- |
|        | Indépendant       | Guy Larkin (Sortant)    | 411   | 47,40 |
|        | La Voix citoyenne | Thérèse Morin           | 290   | 33,45 |
|        | David Wright      | 166                     | 19,15 |       |

| Partis | Partis            | Candidats conseiller #6  | Vote | %     |
| ------ | ----------------- | ------------------------ | ---- | ----- |
|        | Indépendant       | Sylvie Cassar (Sortante) | 575  | 66,24 |
|        | La Voix citoyenne | Mikael Auger             | 293  | 33,76 |

## Hatley (municipalité)
| Candidats pour la mairie | Vote            | %               |
| ------------------------ | --------------- | --------------- |
| Denis Ferland (Sortant)  | Sans opposition | Sans opposition |

| Candidats conseiller #1     | Vote            | %               |
| --------------------------- | --------------- | --------------- |
| Chantal Montminy (Sortante) | Sans opposition | Sans opposition |

| Candidats conseiller #2   | Vote            | %               |
| ------------------------- | --------------- | --------------- |
| Nicole Gingras (Sortante) | Sans opposition | Sans opposition |

| Candidats conseiller #3 | Vote            | %               |
| ----------------------- | --------------- | --------------- |
| Éric Hammal (Sortant)   | Sans opposition | Sans opposition |

| Candidats conseiller #4 | Vote            | %               |
| ----------------------- | --------------- | --------------- |
| Guy Massicotte          | Sans opposition | Sans opposition |

| Candidats conseiller #5 | Vote            | %               |
| ----------------------- | --------------- | --------------- |
| Lucie Masse             | Sans opposition | Sans opposition |

| Candidats conseiller #6 | Vote            | %               |
| ----------------------- | --------------- | --------------- |
| Gilles Viens (Sortant)  | Sans opposition | Sans opposition |

## Magog
| Candidats pour la mairie       | Vote  | %     |
| ------------------------------ | ----- | ----- |
| Vicky May Hamm (Sortante)      | 5 106 | 45,48 |
| Michel Bombardier              | 3 078 | 27,42 |
| Robert Mabit                   | 2 689 | 23,95 |
| Perle Bouchard                 | 354   | 3,15  |
| Taux de participation : 52,3 % |       |       |

| Candidats district de la Rivière (1) | Vote | %     |
| ------------------------------------ | ---- | ----- |
| Steve Robert                         | 606  | 56,37 |
| Nelson Poulin                        | 469  | 43,63 |

| Candidats district Omerville (2) | Vote | %     |
| -------------------------------- | ---- | ----- |
| Yvon Lamontagne (Sortant)        | 736  | 70,43 |
| Gino Gaudreau                    | 309  | 29,57 |

| Candidats district des Sommets (3) | Vote | %     |
| ---------------------------------- | ---- | ----- |
| Denise Poulin-Marcotte (Sortante)  | 636  | 57,82 |
| Jérémy Parent                      | 464  | 42,18 |

| Candidats district du Marais (4) | Vote | %     |
| -------------------------------- | ---- | ----- |
| Jean-Guy Gingras                 | 651  | 53,98 |
| Olivier Tremblay (Sortant)       | 555  | 46,02 |

| Candidats district Canton Ouest (5) | Vote | %     |
| ----------------------------------- | ---- | ----- |
| Robert Ranger (Sortant)             | 421  | 30,60 |
| Georgianne Gagnon                   | 398  | 28,92 |
| Michel Lacroix                      | 387  | 28,13 |
| Richard Lemay                       | 170  | 12,35 |

| Candidats district des Pionniers (6) | Vote | %     |
| ------------------------------------ | ---- | ----- |
| Jacques Laurendeau (Sortant)         | 389  | 47,91 |
| Bertrand Bilodeau                    | 569  | 47,02 |

| Candidats district Centre (7)  | Vote | %     |
| ------------------------------ | ---- | ----- |
| Pierre Côté                    | 389  | 47,91 |
| Jocelyne Boulet                | 270  | 33,25 |
| Gilbert Kurt Boucher (Sortant) | 153  | 18,84 |

| Candidats district Montseigneur-Vel (8) | Vote | %     |
| --------------------------------------- | ---- | ----- |
| Nathalie Bélanger (Sortante)            | 603  | 61,53 |
| Sébastien Bélair                        | 229  | 23,37 |
| Steeve Cloutier                         | 148  | 15,10 |

| Candidats district des Marinas (9) | Vote | %     |
| ---------------------------------- | ---- | ----- |
| Nathalie Pelletier (Sortante)      | 937  | 72,47 |
| Patrick Mahoney                    | 356  | 27,53 |

| Candidats district des Deux Lacs (10) | Vote            | %               |
| ------------------------------------- | --------------- | --------------- |
| Diane Pelletier (Sortante)            | Sans opposition | Sans opposition |

## North Hatley
| Candidats pour la mairie       | Vote | %     |
| ------------------------------ | ---- | ----- |
| Michael Page (Sortant)         | 252  | 70,00 |
| John Gronan                    | 108  | 30,00 |
| Taux de participation : 69,9 % |      |       |

| Candidats conseiller #1 | Vote            | %               |
| ----------------------- | --------------- | --------------- |
| Paulin Farrugia         | Sans opposition | Sans opposition |

| Candidats conseiller #2   | Vote | %     |
| ------------------------- | ---- | ----- |
| Marcella Davis Gerrish    | 158  | 44,01 |
| Michael Grayson           | 144  | 40,11 |
| Michael Dudgeon (Sortant) | 57   | 15,88 |

| Candidats conseiller #3       | Vote            | %               |
| ----------------------------- | --------------- | --------------- |
| Michael Monkittrick (Sortant) | Sans opposition | Sans opposition |

| Candidats conseiller #4  | Vote            | %               |
| ------------------------ | --------------- | --------------- |
| Carrol Haller (Sortante) | Sans opposition | Sans opposition |

| Candidats conseiller #5    | Vote | %     |
| -------------------------- | ---- | ----- |
| Claude Villeneuve          | 269  | 75,56 |
| Dara Jane Loomis (Sortant) | 87   | 24,44 |

| Candidats conseiller #6  | Vote | %     |
| ------------------------ | ---- | ----- |
| Alain Beaulieu           | 226  | 65,32 |
| Gérald Ostiguy (Sortant) | 120  | 34,68 |

## Ogden
| Candidats pour la mairie       | Vote | %     |
| ------------------------------ | ---- | ----- |
| Michael Sudlow                 | 270  | 66,01 |
| Lise Giroux Routhier (Sortant) | 139  | 33,99 |
| Taux de participation : 57,7 % |      |       |

| Candidats conseiller #1 | Vote | %     |
| ----------------------- | ---- | ----- |
| Joe Stairs              | 233  | 57,67 |
| Pierre Chiasson         | 171  | 42,33 |

| Candidats conseiller #2 | Vote | %     |
| ----------------------- | ---- | ----- |
| Jean R. Roy             | 233  | 57,39 |
| Anne Batrie             | 173  | 42,61 |

| Candidats conseiller #3 | Vote | %     |
| ----------------------- | ---- | ----- |
| Alain Carrier           | 289  | 72,25 |
| Norma-Gene Cauchon      | 111  | 27,75 |

| Candidats conseiller #4 | Vote | %     |
| ----------------------- | ---- | ----- |
| Robert Jean             | 220  | 54,86 |
| Marie-Josée Dumesnil    | 181  | 45,14 |

| Candidats conseiller #5 | Vote | %     |
| ----------------------- | ---- | ----- |
| Richard Roy             | 236  | 58,27 |
| Hannah Sevack           | 97   | 23,95 |
| Philippe Danton         | 72   | 17,78 |

| Candidats conseiller #6 | Vote | %     |
| ----------------------- | ---- | ----- |
| Sylvie Lefebvre         | 257  | 64,25 |
| Lise Rousseau           | 143  | 35,75 |

## Orford
| Partis                         | Partis                           | Candidats pour la mairie | Vote | %     |
| ------------------------------ | -------------------------------- | ------------------------ | ---- | ----- |
|                                | Vision Orford - Équipe Adam      | Jean-Pierre Adam         | 960  | 54,05 |
|                                | Orford Ensemble / Équipe Bastien | Pierre Bastien (Sortant) | 540  | 30,41 |
|                                | Regroupement Changement Orford   | Olivier Legrand          | 276  | 15,54 |
| Taux de participation : 49,9 % |                                  |                          |      |       |

| Partis | Partis                           | Candidats conseiller #1 | Vote | %     |
| ------ | -------------------------------- | ----------------------- | ---- | ----- |
|        | Vision Orford - Équipe Adam      | Nycole Brodeur          | 859  | 48,67 |
|        | Orford Ensemble / Équipe Bastien | Laurent Pelletier       | 530  | 30,03 |
|        | Regroupement Changement Orford   | Sylvie Delorme          | 376  | 21,30 |

| Partis | Partis                           | Candidats conseiller #2     | Vote  | %     |
| ------ | -------------------------------- | --------------------------- | ----- | ----- |
|        | Vision Orford - Équipe Adam      | Robert Dezainde             | 1 132 | 66,39 |
|        | Orford Ensemble / Équipe Bastien | Jean-Guy Beaulieu (Sortant) | 573   | 33,61 |

| Partis | Partis                           | Candidats conseiller #3 | Vote | %     |
| ------ | -------------------------------- | ----------------------- | ---- | ----- |
|        | Vision Orford - Équipe Adam      | Réjean Beaudette        | 893  | 50,40 |
|        | Orford Ensemble / Équipe Bastien | Karine Bonin            | 510  | 28,78 |
|        | Regroupement Changement Orford   | René Jolicoeur          | 369  | 20,82 |

| Partis | Partis                           | Candidats conseiller #4     | Vote  | %     |
| ------ | -------------------------------- | --------------------------- | ----- | ----- |
|        | Vision Orford - Équipe Adam      | Marc-Gilles Bigué (Sortant) | 1 097 | 64,61 |
|        | Orford Ensemble / Équipe Bastien | Christian Girouard          | 601   | 35,39 |

| Partis | Partis                           | Candidats conseiller #5 | Vote | %     |
| ------ | -------------------------------- | ----------------------- | ---- | ----- |
|        | Vision Orford - Équipe Adam      | Cécile Messier          | 839  | 47,56 |
|        | Orford Ensemble / Équipe Bastien | Caroline Harvey         | 565  | 32,03 |
|        | Regroupement Changement Orford   | Benoît Vaillancourt     | 360  | 20,41 |

| Partis | Partis                           | Candidats conseiller #6 | Vote | %     |
| ------ | -------------------------------- | ----------------------- | ---- | ----- |
|        | Vision Orford - Équipe Adam      | Robert Paquette         | 828  | 47,15 |
|        | Orford Ensemble / Équipe Bastien | Robert Delisle          | 502  | 28,59 |
|        | Regroupement Changement Orford   | Pierre Rodier           | 426  | 24,26 |

## Potton
| Candidats pour la mairie       | Vote | %     |
| ------------------------------ | ---- | ----- |
| Louis Pierre Veillon           | 610  | 50,41 |
| Jacques Marcoux (Sortant)      | 600  | 49,59 |
| Taux de participation : 66,3 % |      |       |

| Candidats conseiller #1 | Vote | %     |
| ----------------------- | ---- | ----- |
| André Ducharme          | 629  | 52,72 |
| Maire-Paule Villeneuve  | 305  | 25,57 |
| Michael Cyr (Sortant)   | 259  | 21,71 |

| Candidats conseiller #2           | Vote | %     |
| --------------------------------- | ---- | ----- |
| Diane Rypinski Marcoux (Sortante) | 651  | 54,43 |
| Bruno Côté                        | 545  | 45,57 |

| Candidats conseiller #3     | Vote | %     |
| --------------------------- | ---- | ----- |
| Michel Daigneault (Sortant) | 604  | 50,80 |
| Edward Mierzwinski          | 585  | 49,20 |

| Candidats conseiller #4 | Vote | %     |
| ----------------------- | ---- | ----- |
| Edith Smeesters         | 446  | 37,26 |
| Claude Primeau          | 379  | 31,66 |
| Alexis Stogowski        | 203  | 16,96 |
| Gaetan Giguère          | 169  | 14,12 |

| Candidats conseiller #5  | Vote | %     |
| ------------------------ | ---- | ----- |
| Pierre Pouliot           | 485  | 40,93 |
| Alex Béchard             | 361  | 30,46 |
| Jacques Hébert (Sortant) | 339  | 28,61 |

| Candidats conseiller #6 | Vote            | %               |
| ----------------------- | --------------- | --------------- |
| Michael Laplume         | Sans opposition | Sans opposition |

## Saint-Étienne-de-Bolton
| Candidats pour la mairie       | Vote | %     |
| ------------------------------ | ---- | ----- |
| Michèle Turcotte               | 276  | 68,15 |
| Jean-Claude Blais              | 129  | 31,85 |
| Taux de participation : 65,5 % |      |       |

| Candidats conseiller #1 | Vote | %     |
| ----------------------- | ---- | ----- |
| Michel Bissonnette      | 238  | 59,65 |
| Jocelyne Perreault      | 161  | 40,35 |

| Candidats conseiller #2 | Vote            | %               |
| ----------------------- | --------------- | --------------- |
| Claudette Sirois        | Sans opposition | Sans opposition |

| Candidats conseiller #3 | Vote | %     |
| ----------------------- | ---- | ----- |
| Ronald Brunet           | 197  | 49,13 |
| François Ledoux         | 150  | 37,41 |
| Maurice Bergeron        | 54   | 13,74 |

| Candidats conseiller #4  | Vote | %     |
| ------------------------ | ---- | ----- |
| François Jolin (Sortant) | 251  | 62,28 |
| Harry Bird               | 152  | 37,72 |

| Candidats conseiller #5      | Vote            | %               |
| ---------------------------- | --------------- | --------------- |
| Louise Carpentier (Sortante) | Sans opposition | Sans opposition |

| Candidats conseiller #6 | Vote            | %               |
| ----------------------- | --------------- | --------------- |
| Jean-Pierre Lavoie      | Sans opposition | Sans opposition |

## Sainte-Catherine-de-Hatley
| Candidats pour la mairie | Vote            | %               |
| ------------------------ | --------------- | --------------- |
| Jacques Demers (Sortant) | Sans opposition | Sans opposition |

| Candidats conseiller #1  | Vote            | %               |
| ------------------------ | --------------- | --------------- |
| Marc Hurtubise (Sortant) | Sans opposition | Sans opposition |

| Candidats conseiller #2    | Vote            | %               |
| -------------------------- | --------------- | --------------- |
| Huguette Larose (Sortante) | Sans opposition | Sans opposition |

| Candidats conseiller #3         | Vote            | %               |
| ------------------------------- | --------------- | --------------- |
| Nicole-Andrée Blouin (Sortante) | Sans opposition | Sans opposition |

| Candidats conseiller #4     | Vote            | %               |
| --------------------------- | --------------- | --------------- |
| René Vaillancourt (Sortant) | Sans opposition | Sans opposition |

| Candidats conseiller #5  | Vote            | %               |
| ------------------------ | --------------- | --------------- |
| Lina Courtois (Sortante) | Sans opposition | Sans opposition |

| Candidats conseiller #6 | Vote            | %               |
| ----------------------- | --------------- | --------------- |
| Sylvie Martel           | Sans opposition | Sans opposition |

## Stanstead (canton)
| Candidats pour la mairie       | Vote | %     |
| ------------------------------ | ---- | ----- |
| Francine Caron Markwell        | 301  | 50,59 |
| Stéphane Pouliot               | 173  | 29,08 |
| Thérèse McCutcheon             | 121  | 20,34 |
| Taux de participation : 56,3 % |      |       |

| Candidats conseiller #1 | Vote            | %               |
| ----------------------- | --------------- | --------------- |
| Pierre Martineau        | Sans opposition | Sans opposition |

| Candidats conseiller #2              | Vote            | %               |
| ------------------------------------ | --------------- | --------------- |
| Gaétane Gaudreau Langlois (Sortante) | Sans opposition | Sans opposition |

| Candidats conseiller #3 | Vote            | %               |
| ----------------------- | --------------- | --------------- |
| Janet Cooper            | Sans opposition | Sans opposition |

| Candidats conseiller #4 | Vote | %     |
| ----------------------- | ---- | ----- |
| George Charles Atkin    | 365  | 64,15 |
| Terry Loucks            | 204  | 35,85 |

| Candidats conseiller #5 | Vote            | %               |
| ----------------------- | --------------- | --------------- |
| Dany Brodeur            | Sans opposition | Sans opposition |

| Candidats conseiller #6     | Vote | %     |
| --------------------------- | ---- | ----- |
| Christian Laporte (Sortant) | 385  | 65,81 |
| Gaston Blain                | 200  | 34,19 |

## Stanstead (ville)
| Candidats pour la mairie | Vote            | %               |
| ------------------------ | --------------- | --------------- |
| Philippe Dutil (Sortant) | Sans opposition | Sans opposition |

| Candidats conseiller #1 | Vote            | %               |
| ----------------------- | --------------- | --------------- |
| Paul Stuart (Sortant)   | Sans opposition | Sans opposition |

| Candidats conseiller #2 | Vote | %     |
| ----------------------- | ---- | ----- |
| Rollande Rouleau        | 230  | 54,76 |
| Serge Tougas            | 190  | 45,24 |

| Candidats conseiller #3  | Vote            | %               |
| ------------------------ | --------------- | --------------- |
| Wayne Stratton (Sortant) | Sans opposition | Sans opposition |

| Candidats conseiller #4       | Vote            | %               |
| ----------------------------- | --------------- | --------------- |
| Frances (Françoise) Bonenfant | Sans opposition | Sans opposition |

| Candidats conseiller #5 | Vote | %     |
| ----------------------- | ---- | ----- |
| André-Jean Bédard       | 338  | 81,84 |
| Robert Dubois           | 75   | 18,16 |

| Candidats conseiller #6 | Vote            | %               |
| ----------------------- | --------------- | --------------- |
| Guy Ouellet (Sortant)   | Sans opposition | Sans opposition |

## Stukely-Sud
| Partis                         | Partis                     | Candidats pour la mairie  | Vote | %     |
| ------------------------------ | -------------------------- | ------------------------- | ---- | ----- |
|                                | L'équipe Gérald Allaire    | Gérald Allaire (Sortante) | 242  | 58,74 |
|                                | Citoyens pour le renouveau | Richard M. Lajoie         | 170  | 41,26 |
| Taux de participation : 51,8 % |                            |                           |      |       |

| Partis | Partis                     | Candidats conseiller #1 | Vote | %     |
| ------ | -------------------------- | ----------------------- | ---- | ----- |
|        | L'équipe Gérald Allaire    | Denis Garneau (Sortant) | 226  | 54,99 |
|        | Citoyens pour le renouveau | James O'Rourke          | 185  | 45,01 |

| Partis | Partis                     | Candidats conseiller #2      | Vote | %     |
| ------ | -------------------------- | ---------------------------- | ---- | ----- |
|        | L'équipe Gérald Allaire    | Jean-Paul Barrette (Sortant) | 224  | 54,50 |
|        | Citoyens pour le renouveau | Annick Rousseau              | 187  | 45,50 |

| Partis | Partis                     | Candidats conseiller #3      | Vote | %     |
| ------ | -------------------------- | ---------------------------- | ---- | ----- |
|        | L'équipe Gérald Allaire    | Francine De Rouin (Sortante) | 230  | 56,23 |
|        | Citoyens pour le renouveau | Jean Legault                 | 179  | 43,77 |

| Partis | Partis                     | Candidats conseiller #4 | Vote | %     |
| ------ | -------------------------- | ----------------------- | ---- | ----- |
|        | L'équipe Gérald Allaire    | Charles L'Heureux-Riel  | 232  | 56,72 |
|        | Citoyens pour le renouveau | Gilberte Savard         | 177  | 43,28 |

| Partis | Partis                  | Candidats conseiller #5          | Vote | %     |
| ------ | ----------------------- | -------------------------------- | ---- | ----- |
|        | L'équipe Gérald Allaire | Céline Delorme Picken (Sortante) | 221  | 54,43 |
|        | Indépendant             | Joël Gagnon                      | 185  | 45,57 |

| Partis | Partis                     | Candidats conseiller #6 | Vote | %     |
| ------ | -------------------------- | ----------------------- | ---- | ----- |
|        | L'équipe Gérald Allaire    | Christian Plante        | 202  | 49,88 |
|        | Citoyens pour le renouveau | Annie Letendre          | 162  | 40,00 |
|        | Indépendant                | Joel Tremblay           | 41   | 10,12 |